# Bom Jesus do Amparo
Bom Jesus do Amparo là một đô thị thuộc bang Minas Gerais, Brasil. Đô thị này có diện tích 195,457 km², dân số năm 2007 là 5663 người, mật độ 24,1 người/km².